# ترسینا
تِرِسینا یا تیریسینا (به پرتغالی: Teresina) مرکز ایالت پیاوی و پرجمعیت‌ترین شهرستان آن، در شمال‌شرق برزیل جای گرفته است.  در ۱۸۵۲ بنیان‌گذاری شد. 

## خصوصیات
ترسینا ۱٬۱۶۷٫۲۵ کیلومترمربع مساحت و ۸۱۴٬۴۳۹ نفر جمعیت دارد و ۸۷ متر بالاتر از سطح دریا واقع شده‌است.